# Baltasar Hernández Briz
Baltasar Hernández Briz (1857-c. 1932) fue un médico, fotógrafo y escritor español.

## Biografía1
Nació en 1857 en Albacete. Doctor en Medicina, trabajó como médico primero en la localidad conquense de Villanueva de la Jara y más adelante en Madrid, en los hospitales de la Princesa, de Jesús Nazareno y Central. Fue colaborador del Boletín Oficial del Colegio de Médicos de Madrid (1897), además de académico correspondiente de la Real Academia de Medicina y autor de diversas publicaciones médicas. En 1927 el Ayuntamiento de San Lorenzo de El Escorial le dedicó el nombre de una calle de la localidad. Aficionado a la fotografía, habría fallecido en Madrid hacia comienzos de la década de 1930.